# 稲葉三右衛門
稲葉 三右衛門（いなば さんえもん、1837年10月20日（天保8年9月21日）- 大正3年（1914年）6月22日）は、現在の三重県四日市市の築港者。四日市港を近代港湾にした功労者。明治時代の四日市の近代化に貢献した事業家。

## 経歴
美濃国高須藩の旧家吉田詠甫の六男(七男とする資料もある)として出生。幼名は九十郎で後に利孝と改名した。天領の四日市中納屋町の廻船問屋であった稲葉家の養子となる。
六代目稲葉三右衛門を襲名して元治元年（1864年）ごろ稲葉家の娘たかの婿養子として縁組した。
伊勢国（三重県）四日市町で廻船問屋を経営していたが、明治時代になって・明治政府太政官制度の会計局御用係と四日市町の戸長と船改上取締役など行政職に任命された。明治6年（1873年）に四日市港（旧港）の修築を開始した。人々の反対や資金不足により工事は難航するものの、最終的には三右衛門の私財を投入して明治17年（1884年）に完成した。これにより四日市市の近代化が推進され、四日市繁栄の基礎が築かれた。築港に尽力した功績により明治政府より藍綬褒章を明治21年（1888年）に受賞した。死後、昭和3年（1928年）8月に昌栄橋北側に先考稲葉三右衛門候徳寿像が建設されたが、この銅像は太平洋戦争で供出され現存しない。

## 四日市築港
幕末の安政の大地震など二度に渡る大地震で堤防が決壊した。その結果、水深が浅くなったことで小舟も出られない砂浜状態になり、四日市は港町として港湾機能を失った。これを危惧した稲葉三右衛門は築港を決意する。三右衛門は三重県の許可を得たものの、人々の反対や資金不足により工事は難航し、結局は三重県に工事を中断されてしまう。三右衛門の私財をも投げうった資金調達と、内務大臣への直談判によって、ようやく現在の四日市港の前身である四日市旧港は完成したのである。旧港は稲葉家の名前からとった稲葉町と高砂町(妻たかの名からとったという見方もある)から成り立った。堤防は明治維新の際に旧幕府側について賊軍となった桑名藩の桑名城の石垣を転用して外洋との防波堤としたものである。この堤防は通称「潮吹き堤防」と呼ばれ、高砂町・稲葉町の旧港の堤防上に空いた穴より波の威力を半減するという珍しい構造から国の重要文化財に指定されている。しかし、その一方で壊し富国強兵や殖産興業政策を推し進めた明治政府の行った悪政との見方もある。三重県で江戸時代の幕藩体制下で津市と並ぶ中心都市であった桑名より、天領であった新しい都市の四日市を明治政府は重要視して、桑名は明治時代以後の近代に衰退し・変わって四日市市が港町として発展した。四日市港は明治17年（1884年）5月に12年かけて旧港修築を完了し、明治22年（1889年）7月に特別輸
30年（1897年）8月には開港外貿易港に指定された。明治32年（1899年）8月に正式に外国貿易の開港場になった。

## 郷土史の人物
- 三重県四日市市では知名度が高い有名人で四日市で一番の功労者とされている。四日市市内の小学校（社会科）の四日市の郷土史と地理の教材に使用されている『のびゆく四日市』[2] で郷土の偉人として教育されている。
- JR四日市駅前の中央通り（駅前通り）に稲葉三右衛門の銅像が建立されている。位置は、北緯34度57分47.44秒 東経136度37分41.32秒 / 北緯34.9631778度 東経136.6281444度である。
- 三右衛門の有名な言葉として「今この海に十万金を投じるのは、後の日の四日市に百万金をもたらさんがためだ」彼の先見の明による名言から数倍に還元された港町四日市は三重県第一の工業都市や経済都市となった。
- 明治16年（1883年）に稲葉三右衛門は伊勢湾側の四日市市と滋賀県の米原又は岐阜県の関ヶ原を結び福井県の敦賀市の日本海を結ぶ日本横断鉄道構想として、現在の三岐鉄道のさきがけとなる勢江鉄道構想を発案する。
- 没後30年目に、神奈川県藤沢市出身の歌人・髙橋俊人によって執筆された『筑港の偉傑 稲葉三右衛門』（日本出版社〈近世日本興業偉人伝4〉）1943年（昭和18年）が上梓された[3]。髙橋は、1930年代から1940年代にかけて、桑名中学校、津高等女学校、富田中学校などの教壇に立っている[4]。

## 日本横断鉄道構想
明治16年（1883年）に、稲葉三右衛門は北陸の福井県敦賀市の敦賀港と四日市港を結ぶ日本横断鉄道構想として、四日市 - 関ヶ原間を結ぶ勢江鉄道建設申請書を提出する。官営鉄道と民営鉄道の問題などがあり鉄道局から建設の許可が下りなかった。